# Großstürzlham
Großstürzlham ist ein Ortsteil der Gemeinde Fraunberg, Landkreis Erding, Oberbayern.

## Lage
Der Weiler liegt rund drei Kilometer südöstlich von Fraunberg. 